# شهرستان وشچووا
شهرستان وُشچووا (به لهستانی: Powiat Włoszczowa) یک شهرستان در لهستان است که در استان اشوی‌داشکسیه واقع شده‌است. شهرستان وُشچووا ۹۰۶٫۳۸ کیلومتر مربع مساحت و ۴۷٬۱۳۷ نفر جمعیت دارد.